# 15160 Wygoda
15160 Wygoda eller 2000 FK44 är en asteroid i huvudbältet som upptäcktes den 29 mars 2000 av LINEAR i Socorro County, New Mexico. Den är uppkallad efter Jennifer A. Wygoda.